# Vacquières
Vacquières é uma comuna francesa na região administrativa de Occitânia, no departamento de Hérault. Estende-se por uma área de 14,74 km². Em 2010 a comuna tinha 722 habitantes (densidade: 49 hab./km²).